# Jüten

Die kimbrische Halbinsel in ihren verschiedenen Gebieten (Lila: Vendsyssel; Dunkelrot: Norderjütland; Hellrot: Nordschleswig; Braun: Südschleswig; Gelb: Holstein)

Die Jüten (lateinisch Eutii, Euthiones, altnordisch Jótar, altenglisch Yte, Eotas) waren ein germanischer Volksstamm auf der Halbinsel Jütland.

## Geschichte
Laut Pontus Fahlbeck sollen die Jüten mit dem nordgermanischen Stamm der Gauten verwandt sein, dessen Verbindung zu den Goten umstritten ist.
Der Volksstamm ist vermutlich identisch mit dem in römischen Quellen überlieferten Volk der Eudosen, die eine gotische Sprache gesprochen haben sollen. Die Eudosen sollen um 480 an der kaukasischen Küste gesiedelt haben und sind wohl mit den Herulern dahin gelangt. Zusammen mit Krimgoten (als Tetraxiten bezeichnet) sollen sie dann weiter in den Kaukasus gezogen sein. Mit Abwanderung der Jüten, die zusammen mit den Angeln und Sachsen nach Britannien gingen, kamen im 5. Jahrhundert nordgermanische Daner (Dänen) in das Gebiet. Die verbliebenen Jüten gingen teilweise in ihnen auf und besiedelten das südliche Dänemark nördlich der Eider bis ins heutige nördliche Schleswig-Holstein.
Zusammen mit den Angeln und Sachsen beteiligten sich die Jüten an der Landnahme Britanniens und hatten erheblichen Anteil an der Entstehung der altenglischen Sprache. Jütische Besitze in England waren vor allem Kent und die Isle of Wight.

### Theorie einer Synonymie mit den Friesen
Eine Theorie geht davon aus, dass Jüten und Friesen früher eventuell eine gemeinsame ethnische Gruppe bildeten oder eng verwandte Stämme mit überlappenden Territorien, Kulturen und Identitäten darstellten. Auch wenn ein Beweis für diese Hypothese aussteht, deuten einige Wissenschaftler entsprechende Indizien. Auch wird darauf verwiesen, dass die Fluidität ethnischer Bezeichnungen während der Völkerwanderungszeit es plausibel machen würde, dass die Unterscheidung zwischen „Friesen“ und „Jüten“ eher eine praktische Vereinfachung späterer Chronisten war als eine strikte ethnische Trennung gewesen sei. In mehreren altenglischen und frühmittelalterlichen Quellen, wie dem Finnsburg-Fragment und der Angelsächsischen Chronik, scheinen beispielsweise die Begriffe „Friesen“ und „Jüten“ austauschbar verwendet zu werden. Dies deutet darauf hin, dass die beiden Gruppen zumindest aus der Sicht der Verfasser der Texte kulturell oder ethnisch nicht deutlich zu unterscheiden waren. Darüber hinaus weisen archäologische Funde auf starke kulturelle Ähnlichkeiten zwischen den beiden Gruppen hin, da Bestattungspraktiken, materielle Güter (wie Waffen, Keramik und Schmuck) und Siedlungsmuster in Jütland und friesischen Gebieten bemerkenswerte Parallelen aufzeigen.
Im Bereich der Linguistik, behauptete der Sprachforscher Elmar Seebold, dass die relativ scharfe Sprachgrenze zwischen Friesisch und Niederländisch auf die Zuwanderer aus Jütland zurückzuführen sei, wobei die Jüten gleichzeitig eine scharfe Sprachgrenze zwischen Westgermanisch und Nordgermanisch in Dänemark hinterlassen haben.

## Etymologie
Das Wort Jüte (Adjektiv jütisch) bezeichnet in neuerer Zeit die Einwohner von Jütland (dänisch jyde, jysk, zuvor jydsk), beispielsweise im Sprichwort „Gott wolle uns behüten, dass wir nicht werden Jüten“. Diese Redewendung hat ihren Ursprung in der im 19. Jahrhundert ungeklärten Schleswig-Holstein-Frage. Zur besseren Unterscheidung werden für die moderne Bevölkerung Jütlands im Deutschen (insbesondere im historischen Kontext) heute auch die Bezeichnungen Jütländer und jütländisch verwendet, wohingegen mit Jütisch weiterhin der moderne, dänische Dialekt bezeichnet wird und nicht eine mögliche Eigensprache des historischen Volksstammes.

## Legende
Nach mancher Vermutung sind in den Jüten die Jöten wiederzuerkennen, jene Riesen, gegen die in den Liedern der nordischen Edda der Ase Thor seine Ostfahrten unternimmt. Damit ist die Annahme verbunden, die Götterburg Asgard habe im heute von der Nordsee überfluteten Gebiet zwischen Helgoland und Halbinsel Eiderstedt gelegen und sei gleichbedeutend mit Basilea, der Königsstadt des untergegangenen Atlantis.